# San Martín de Valdelomar
San Martín de Valdelomar es una pedanía del municipio de Valderredible, en la comarca de Campoo, en Cantabria, España. En 2024 contaba con una población de 15 habitantes.

## Datos básicos
Se encuentra a una altitud de 780 m s. n. m. Celebra San Agustín el 28 de agosto.

## Patrimonio

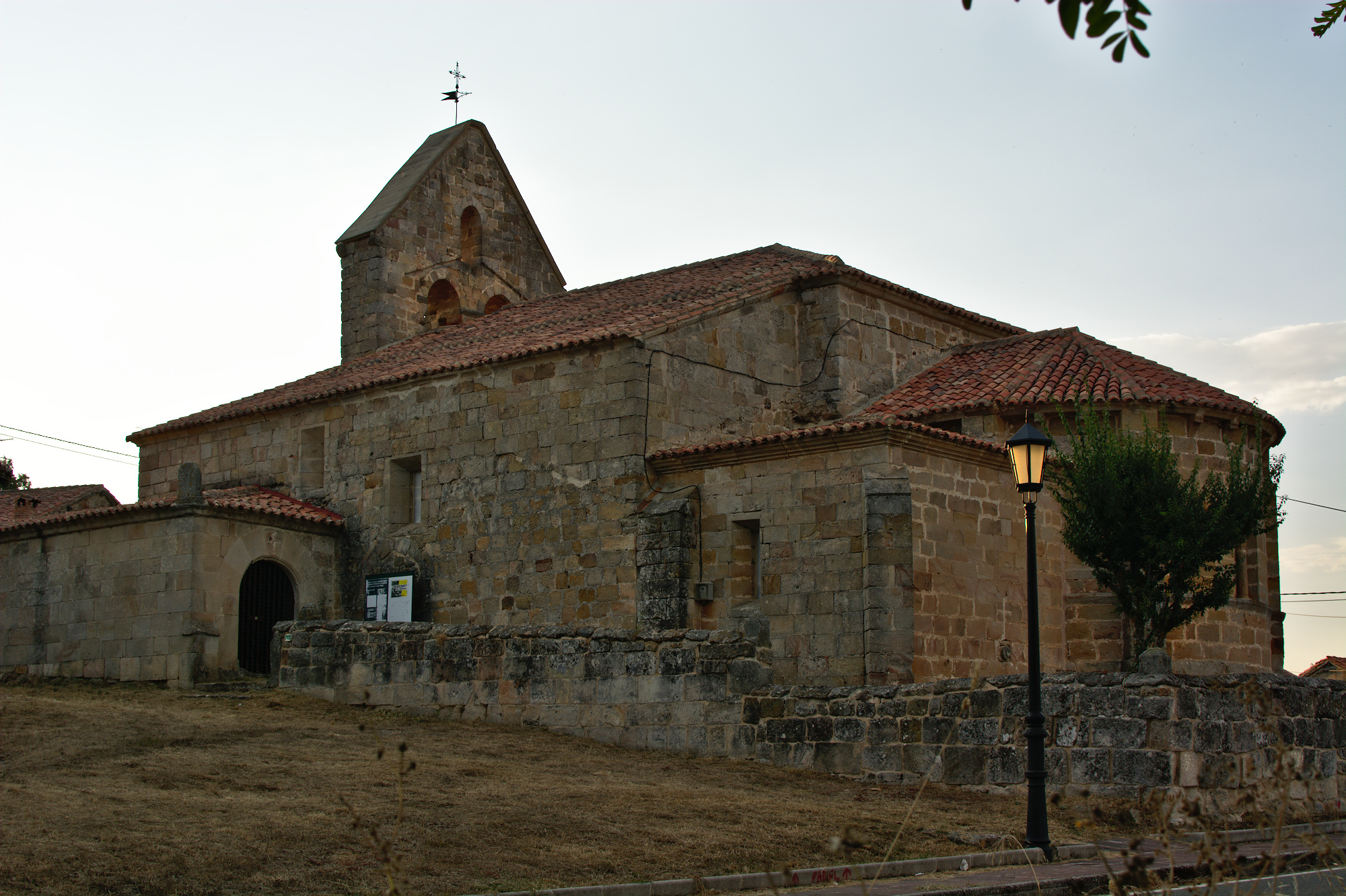
Iglesia románica de San Martín de Valdelomar.

En las inmediaciones de esta localidad hay dos cuevas artificiales excavadas en roca arenisca, cuyo significado es dudoso pero que algunos autores han relacionado con eremitorios de la Alta Edad Media. Una está en la Peña de Castrejón y la otra queda en la parte sureste del pueblo, rematada en forma de ábside semicircular.
La iglesia parroquial de San Martín fue declarada Bien de Interés Cultural en 1993. De época románica son la espadaña y el ábside. Tiene añadidos posteriores de estilo gótico (siglo XIV). El templo tiene una sola nave, de planta rectangular. Está cubierta con bóveda de crucería. El arco toral se asienta sobre capiteles decorados con motivos vegetales.